# پیام کردستان
دوهفته نامهٔ پیام کردستان به دو زبان کردی- فارسی در سال ۱۳۸۴ در مهاباد به گسترهٔ استانهای؛ ایلام، آذربایجان غربی، کردستان و کرمانشاه به مدیر مسئولی اردشیر صدرالدینی و سردبیری سلیمان منگوری و شورای نویسندگان شفیع بهرامیان، عبدالعزیز مولودی، صلاح‌الدین خدیو صلاح الدین چلب یانی، ناصر باباخانی، احمد احمدیان و محمد ملازاده منتشر می‌شد. بعد از انتشار ۴۷ شماره توقیف شد. دلیل توقیف دایمی این نشریه، استناد به تبصره ماده ۱۱قانون مطبوعات اعلام شده است.